# Phil dal futuro
Phil dal futuro (titolo originale Phil of the Future) è una serie televisiva prodotta dalla Disney, che in Italia è andata in onda su Disney Channel dal 18 ottobre 2004 ad eccezione del dodicesimo episodio della seconda stagione.

## Trama
La serie parla di Phil Diffy, un ragazzo quindicenne, e della sua famiglia, formata da: Lloyd, il padre; Barbara, la madre e dalla dispettosa sorellina Pim. La famiglia Diffy proviene dal 2121, ma a causa di un problema della macchina del tempo, presa in affitto per un viaggio temporale, sono rimasti bloccati nel nostro secolo. Riparare la macchina del tempo risulta essere molto difficile, perciò i Diffy sono costretti a restare nel nostro secolo per molto tempo. La cittadina in cui si trovano, Pickford, naturalmente non ha tutti i comfort del futuro, ma la famiglia riesce subito ad adattarsi.

## Episodi
| Stagione         | Episodi | Prima TV originale | Prima TV Italia |
| ---------------- | ------- | ------------------ | --------------- |
| Prima stagione   | 21      | 2004-2005          | 2004-2006       |
| Seconda stagione | 22      | 2005-2006          | 2007            |

La serie Phil dal futuro è divisa in due stagioni: la prima ne contiene 21, la seconda 22; nonostante le proteste dei fan di tutto il mondo, ad agosto 2006, al termine della seconda stagione, Disney Channel USA ha dichiarato che la serie non avrebbe avuto una terza stagione che avrebbe permesso di raggiungere il traguardo dei 65 episodi e concludere così le vicende. Tuttavia ciò non è stato possibile e la serie finisce con una conclusione abbastanza insoddisfacente. Il telefilm è andato in onda in esclusiva dal 2004 su Disney Channel Italia e, in seguito, in prima TV in chiaro su Italia 1 dal 2 gennaio al 2 marzo 2007 la quale però ha seguito l'ordine di produzione degli episodi e non di trasmissione come è avvenuto su Disney Channel all'estero dove invece le serie vengono trasmesse in ordine casuale e non in ordine di realizzazione (e quindi cronologico rispetto alla storia). Dopo un po', dal 7 luglio 2009, Italia 1 inizia a trasmettere tutti gli episodi partendo dal primo, mandato in onda il 17 agosto 2009 alle 09.50. In tutte le trasmissioni televisive italiane è stato saltato il dodicesimo episodio della seconda stagione.

## Personaggi e interpreti
- Philip "Phil" Diffy, interpretato da Ricky Ullman, doppiato da Fabrizio De Flaviis.
È il primogenito della famiglia Diffy, è un ragazzo responsabile che però ogni tanto si caccia nei guai.
- Pim Diffy, interpretata da Amy Bruckner, doppiata da Eva Padoan.
È la sorella minore di Phil, nonostante l'età è molto indomita e sogna di comandare il mondo.
- Lloyd Diffy, interpretato da Craig Anton, doppiato da Massimo Rossi.
È il padre di Phil e Pim, lavora per riparare la macchina del tempo ed è bravo solo ad imbarazzare i figli a scuola e con i loro amici.
- Barbara Diffy, interpretata da Lise Simms, doppiata da Alessandra Korompay.
È la madre di Phil e Pim, dà ottimi consigli ai suoi figli e fa spesso da balia al marito Lloyd. È un disastro in cucina.
- Keely Lisa Teslow, interpretata da Alyson Michalka, doppiata da Gemma Donati.
Vicina di casa dei Diffy, è l'unica che conosce il loro segreto. A scuola ha abbandonato il gruppo delle più ammirate per poter essere amica di Phil.